# Гартвиг, Николай Генрихович

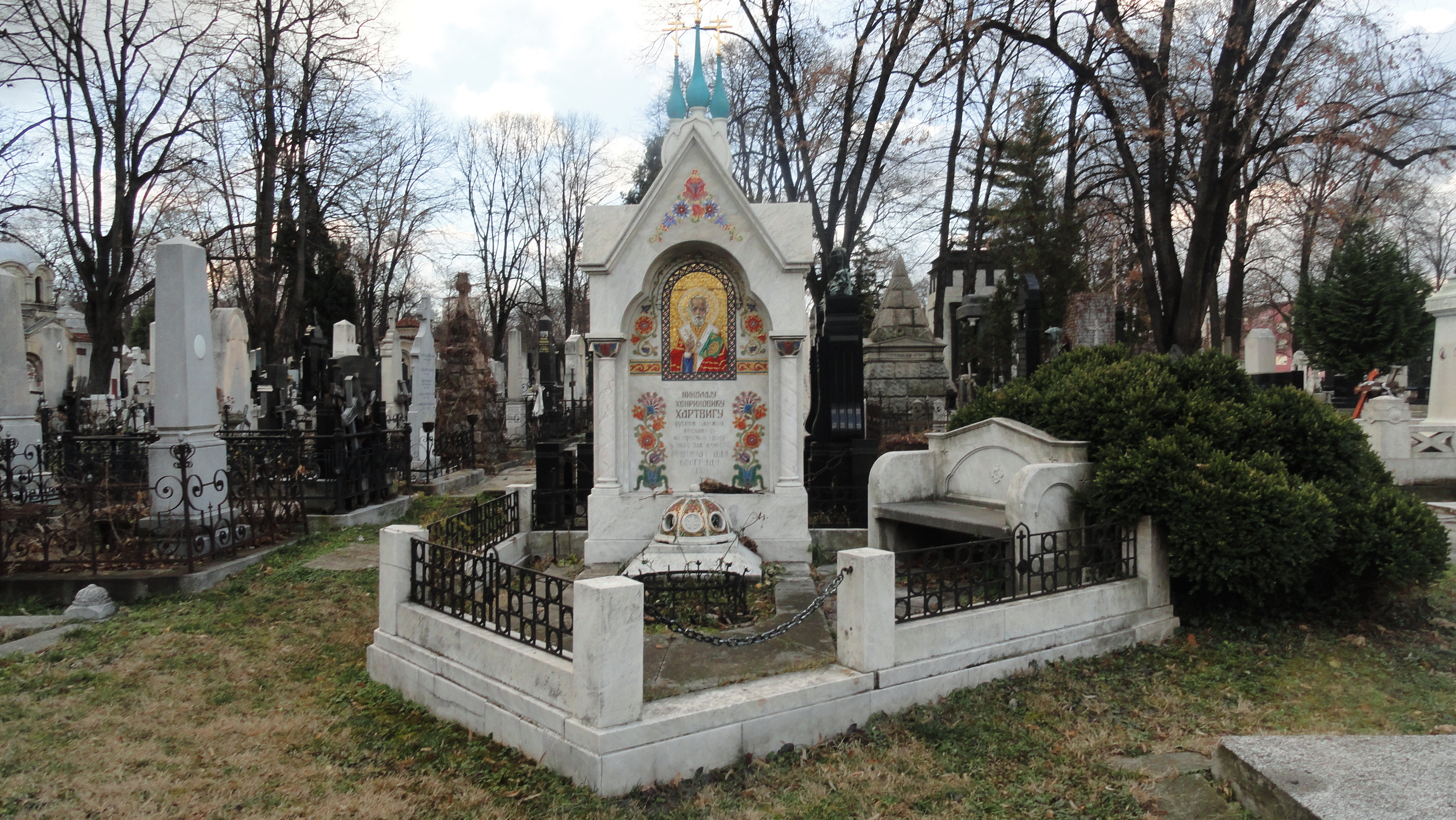
Могила Н. Гартвига в Белграде

Николай Генрихович Гартвиг (нем. Nikolaus von Hartwig; 1857, Гори — 1914, Белград) — российский дипломат.

## Биография

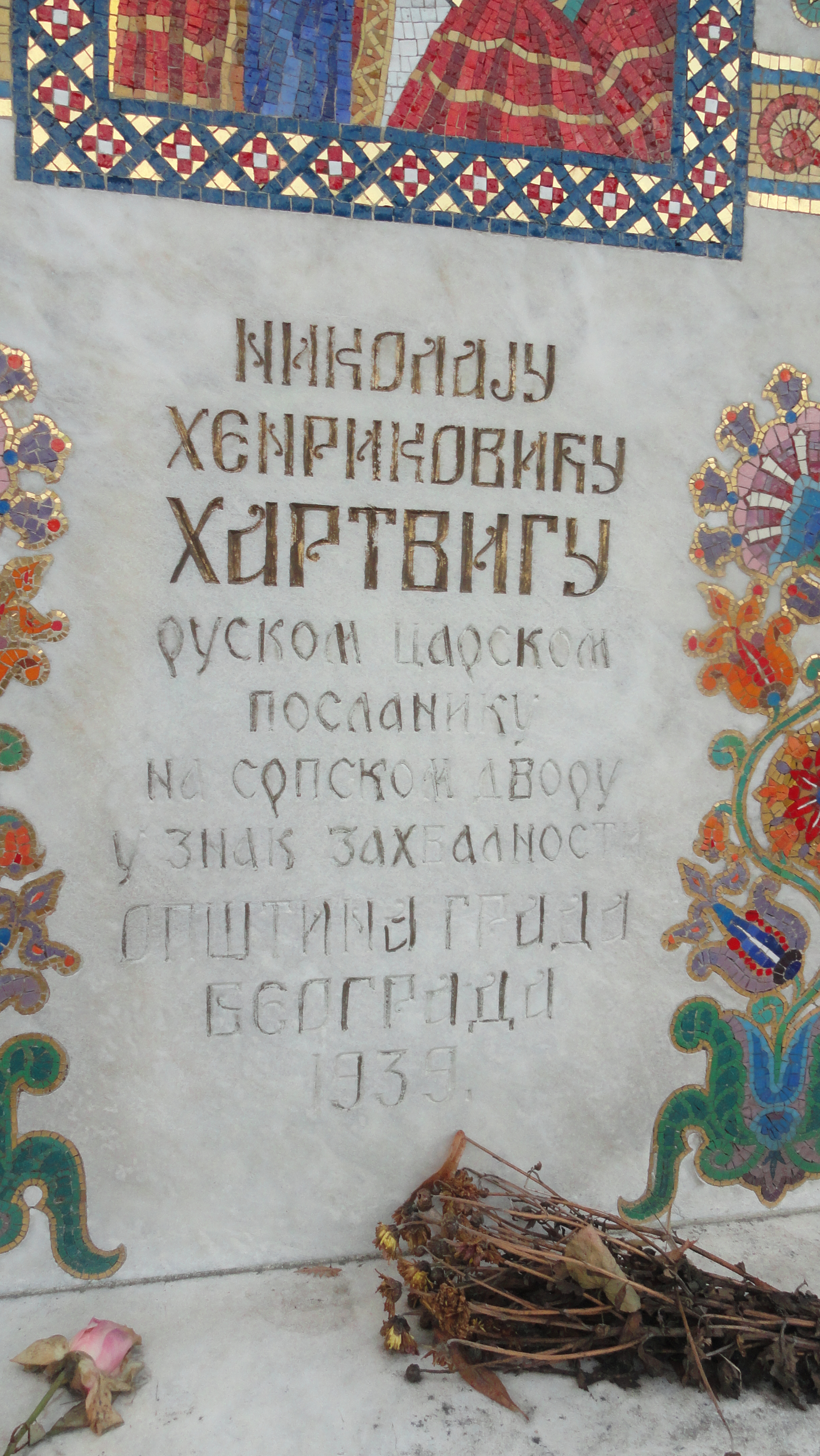
Надпись на плите

Происходил из российско-немецких дворян: сын военного врача; родился 16 декабря 1857 года в Гори.
Служил в МИД, занимал должность атташе в Цетинье, консула в Бургасе (с 1879 года) и Бейруте.
Вице-директор (1897) и директор (1900—1906) Азиатского департамента МИД. Гофмейстер (1904).
Участвовал в мирных переговорах с Японией.
Посланник в Персии (1906—1909) и Сербии (1909—1914). Пользовался большим влиянием в Сербии.
Умер 10 июля 1914 года от инфаркта, после беседы с австро-венгерским посланником бароном Гизлем. Похоронен в Белграде.
Из иллюстрированного журнала «Искры» 6 июля 1914 года (по старому стилю):

Кончина Н. Г. Гартвига. В Белграде скончался русский посланник при сербском дворе, Н. Г. Гартвиг. В лице его русская дипломатия лишилась одного из выдающихся своих представителей. Н. Г. считался творцом балканского союза, разгромившего Турцию и решившего почти полностью вековой вопрос о владычестве Турции в Европе. Долгое пребывание Н. Г. Гартвига на посту директора Азиатского департамента, откуда выдавались стипендии славянам, учащимся в русских университетах, создало ему в славянских землях огромный круг его «воспитанников», друзей и почитателей. Он всегда лично хлопотал об устройстве участи бедного студента. Популярность его среди славян была огромна, в особенности в Сербии. Покойный всегда называл Сербию русским авангардом на Ближнем Востоке, и сумел заинтересовать Россию в процветании этого славянского королевства. Сербы за это платили ему искреннею любовью и глубоким уважением. Безжалостная смерть унесла его в такую минуту, когда присутствие его на своем посту было нужнее, чем когда-либо. Поэтому понятна печаль Сербии, одевшейся теперь в глубокий траур по своем печальнике, неустанно ратовавшем за её величие и свободное развитие.

## Семья
Был женат дважды. Имя первой его супруги — Надежда, дата её смерти не установлена (скончалась после весны 1879 г.). От этого брака осталась дочь Людмила.
Второй супругой стала Александра Павловна фон Визин, урождённая Карцова (1863, Варшава — 15 декабря 1944, Белград). Она была дочерью генерала от инфантерии П. П. Карцова, автора ряда военно-исторических исследований, внучкой адмирала П. К. Карцова. Детей от второго брака не было.